# Collegio uninominale Lombardia 2 - 05 (2020)
Il collegio elettorale uninominale Lombardia 2 - 05 è un collegio elettorale uninominale della Repubblica Italiana per l'elezione della Camera dei deputati.

## Territorio
Come previsto dalla legge n. 51 del 27 maggio 2019, il collegio è stato definito tramite decreto legislativo all'interno della circoscrizione Lombardia 2.
È formato dal territorio dell'intera provincia di Lecco (84 comuni) e da 36 comuni della provincia di Bergamo: Almenno San Bartolomeo, Almenno San Salvatore, Ambivere, Barzana, Bedulita, Berbenno, Blello, Brembate di Sopra, Brumano, Calusco d'Adda, Capizzone, Caprino Bergamasco, Carvico, Chignolo d'Isola, Cisano Bergamasco, Corna Imagna, Costa Valle Imagna, Fuipiano Valle Imagna, Locatello, Mapello, Medolago, Palazzago, Pontida, Presezzo, Roncola, Rota d'Imagna, Sant'Omobono Terme, Solza, Sotto il Monte Giovanni XXIII, Strozza, Suisio, Terno d'Isola, Torre de' Busi, Ubiale Clanezzo, Val Brembilla e Villa d'Adda.
Il collegio è parte del collegio plurinominale Lombardia 2 - 02.

## Eletti
| Elezione | Elezione | Deputato      | Partito          |
| -------- | -------- | ------------- | ---------------- |
|          | 2022     | Maurizio Lupi | Noi con l'Italia |

## Dati elettorali

### XIX legislatura
Come previsto dalla legge elettorale, 147 deputati sono eletti con sistema a maggioranza relativa in altrettanti collegi uninominali a turno unico.
| Candidati                                 | Candidati                 | Voti    | %     | Liste                          | Voti    | %     |
| ----------------------------------------- | ------------------------- | ------- | ----- | ------------------------------ | ------- | ----- |
|                                           | Maurizio Lupi ✔️ Eletto   | 131 294 | 54,80 | Fratelli d'Italia              | 70 703  | 29,51 |
| Lega per Salvini Premier                  | Maurizio Lupi ✔️ Eletto   | 131 294 | 54,80 | 38 606                         | 16,11   |       |
| Forza Italia                              | Maurizio Lupi ✔️ Eletto   | 131 294 | 54,80 | 19 167                         | 8,00    |       |
| Noi moderati/Lupi - Toti - Brugnaro - UDC | Maurizio Lupi ✔️ Eletto   | 131 294 | 54,80 | 2 818                          | 1,18    |       |
|                                           | Laura Bartesaghi          | 58 178  | 24,28 | Partito Democratico-IDP        | 40 583  | 16,94 |
| Alleanza Verdi e Sinistra                 | Laura Bartesaghi          | 58 178  | 24,28 | 9 094                          | 3,80    |       |
| +Europa                                   | Laura Bartesaghi          | 58 178  | 24,28 | 7 729                          | 3,23    |       |
| Impegno Civico - Centro Democratico       | Laura Bartesaghi          | 58 178  | 24,28 | 772                            | 0,32    |       |
|                                           | Stefano Motta             | 24 758  | 10,33 | Azione - Italia Viva - Calenda | 24 758  | 10,33 |
|                                           | Giovanni Galimberti       | 13 573  | 5,67  | Movimento 5 Stelle             | 13 573  | 5,67  |
|                                           | Emanuele Greco            | 4 358   | 1,82  | Italexit                       | 4 358   | 1,82  |
|                                           | Lorenzo Michele Lambrughi | 2 516   | 1,05  | Italia Sovrana e Popolare      | 2 516   | 1,05  |
|                                           | Raffaela Lamberti         | 2 326   | 0,97  | Unione Popolare                | 2 326   | 0,97  |
|                                           | Carlo Barresi             | 2 320   | 0,97  | Vita                           | 2 320   | 0,97  |
|                                           | Caterina Domingo          | 266     | 0,11  | Noi di Centro – Europeisti     | 266     | 0,11  |
| Totale                                    | Totale                    | 239 589 | 100   |                                | 239 589 | 100   |
|                                           |                           |         |       |                                |         |       |
| Schede bianche                            | Schede bianche            | 3 965   | 1,58  |                                |         |       |
| Schede nulle                              | Schede nulle              | 6 882   | 2,75  |                                |         |       |
| Votanti                                   | Votanti                   | 250 436 | 71,43 |                                |         |       |
| Elettori                                  | Elettori                  | 350 618 |       |                                |         |       |